# 战斗民族养成记
《战斗民族养成记》（俄语：Как я стал русским）是2019年在俄罗斯和中国上映的一部浪漫喜剧电影。讲述了一段上海小伙为追求真爱远赴俄罗斯，征服岳父大人的异国奇遇。

## 剧情
俄罗斯女孩伊拉在上海认识了彭鹏，两人一见钟情，度过了甜蜜的一周，随后返回俄罗斯。没过多久，彭鹏带着一腔热情跑到俄罗斯求婚，但遭遇伊拉父亲给予的大量挑战。他先是出动坦克迎接彭鹏，一见面就要和他比拼酒量；随后诸如蒸桑拿再跳进冰水中、到冰天雪地的森林中露营和猎熊等“难关”一一袭来。看着颇为瘦弱的彭鹏硬着头皮应挑。在一系列“送命题”中，他靠着毅力、智慧及勇气，让准岳父对他的印象慢慢改观......

## 演员表
| 演员                | 角色       | 介绍         |
| 董畅                | 彭鹏       | 男主角       |
| 维塔利·哈耶夫       | 安纳托利   | 女主角的父亲 |
| 伊丽莎维塔·科诺诺娃 | 伊拉       | 女主角       |
| 谢尔盖·奇尔科夫     | 罗马       |              |
| 格兰特·托哈特扬     | 鲁本       |              |
| 娜塔莉娅·苏尔科娃   | 彼得罗芙娜 |              |
| 瓦季姆·斯米尔诺夫   | 尼古拉     |              |
| 德米特里·斯米尔诺夫 |            |              |

## 制作发行
该片是根据俄罗斯2015年同名电视剧改编的。原版电视剧讲述了一位名叫阿列克斯·威尔逊的美国记者，被派到莫斯科后遭遇的种种令人啼笑皆非的经历。
《战斗民族养成记》是中俄两国政府间文化合作协议框架下成果之一，从剧本创作到拍摄剪辑都由中俄双方合作完成。该片拍摄共持续了2个月，拍摄地点包括莫斯科市区、莫斯科郊区、北京和上海。拍摄组还前往中国苏州和八达岭拍摄了影片中关于爱情的一些片段。

## 幕后花絮
中国演员董畅是自己平生第一次与俄罗斯演员合作。为了尽快完成拍摄任务，他提前学习了俄语，以便与俄罗斯演员交流。